# Martha Vogeler

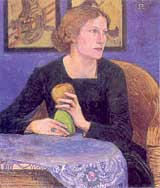
Heinrich Vogeler: Porträt Martha Vogeler, 1910

Martha Vogeler, geborene Schröder, (* 9. Oktober 1879 in Worpswede; † 30. Mai 1961 ebenda) war die erste Ehefrau des Malers Heinrich Vogeler, der sie Anfang des 20. Jahrhunderts in zahlreichen Bildern im Jugendstil porträtierte. Auf einem neun Morgen großen Ödland mit Lehmkuhlen, Heide und Buschbestand, genannt Schluh, ließ Martha Vogeler nach der Trennung von ihrem Mann ab 1920 ein Museums-Ensemble Haus im Schluh in Worpswede erbauen, um hier das vom Barkenhoff stammende Inventar und die Werke des Malers, Grafikers, Designers und Architekten Heinrich Vogeler der Öffentlichkeit zugänglich zu machen. Im Haus im Schluh vereinen sich ein lebendiger Ausstellungsort, eine Werk- und Dokumentensammlung, Volkskunst der Region, eine Hand- und Bildweberei, ein Museumsladen und Ferienwohnungen.

## Biografie

### Frühe Jahre
Martha Schröder wurde als Tochter des Dorfschullehrers Dietrich Schröder und seiner Ehefrau Becka in Worpswede geboren. Der Vater starb 1885, so dass die Mutter die große Familie allein ernähren musste. Die drei ältesten Geschwister Marthas wanderten nach Amerika aus, die jüngeren Geschwister – wie Martha auch – unterstützten die Mutter durch Aushilfsarbeiten. Im Jahr 1894 lernte sie als Vierzehnjährige den in Bremen geborenen Maler Heinrich Vogeler kennen, als dieser Worpswede besuchte und im folgenden Jahr Mitglied der 1889 gegründeten Künstlerkolonie Worpswede wurde. Im Oktober 1895 kaufte Vogeler am Weyerberg ein Grundstück mit Bauernhaus, ließ dieses nach eigenen Plänen umbauen und gestaltete den Barkenhoff zu einer Insel der Schönheit. 1898 besuchte Martha Vogeler eine Schneiderschule in Bremen. 1899 hielt sie sich bei Helene Chrambach in Dresden auf, nahm Privatstunden u. a. in Französisch und Italienisch sowie Zeichenunterricht. Sie besuchte in dieser Zeit Konzerte und Kunstausstellungen und widmete sich der alten Kunst der Applikationsstickerei. Im gleichen Jahr erschien im Insel-Verlag Vogelers illustrierter Gedichtband Dir, den der Künstler für Martha verfasst und gestaltet hatte.

### Leben auf dem Barkenhoff

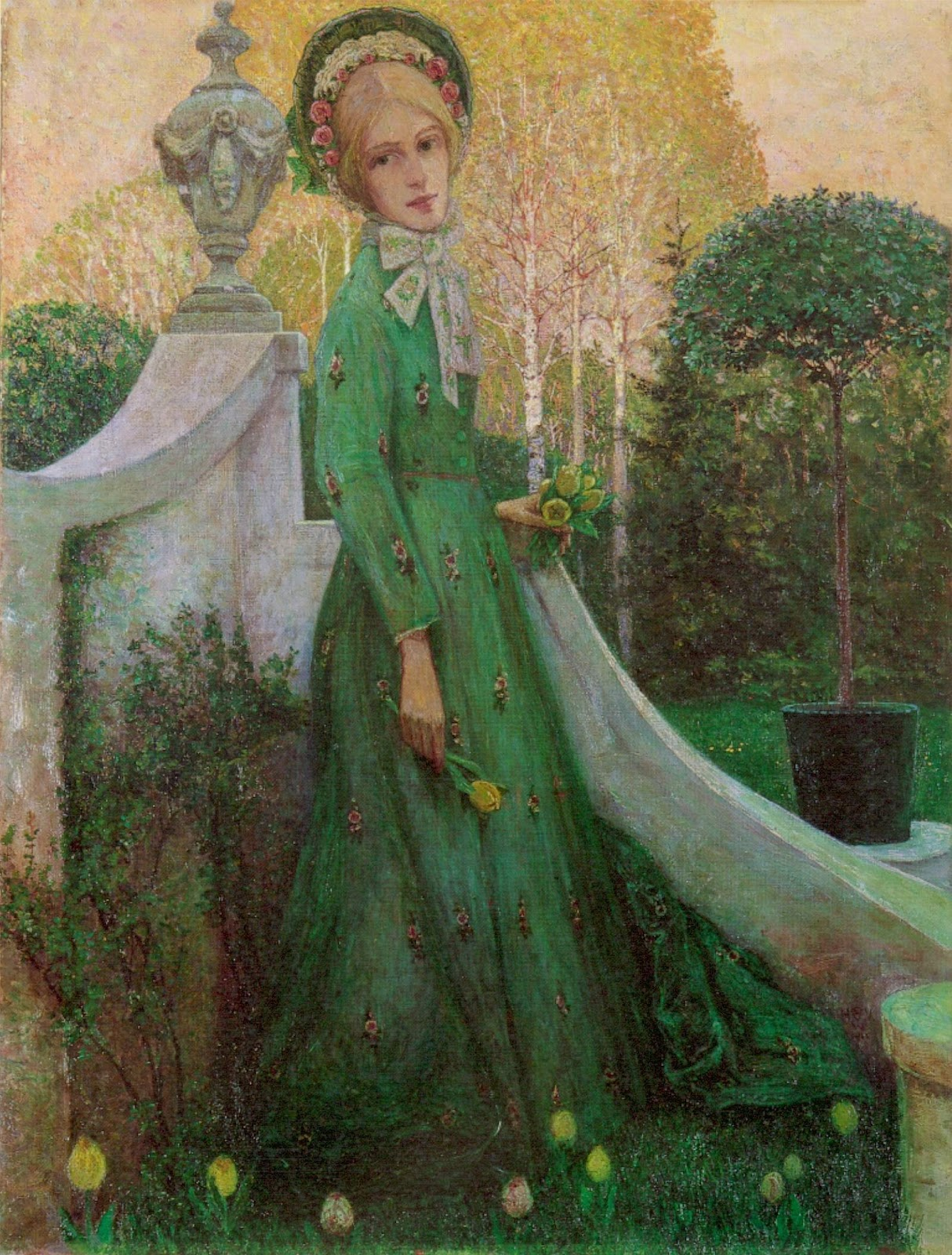
Frühlingsabend, 1901

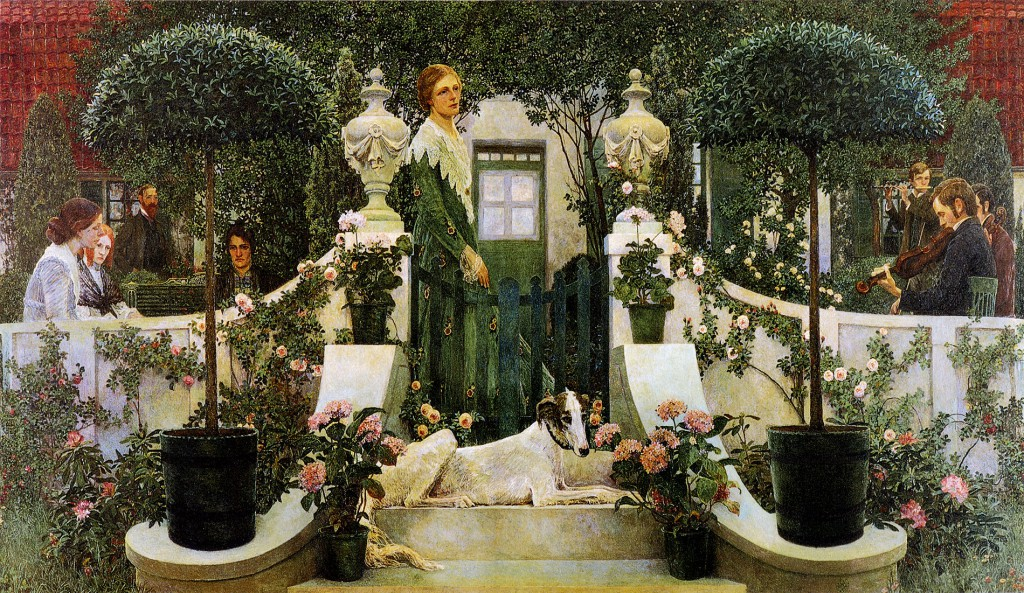
Das Konzert (Sommerabend), 1905

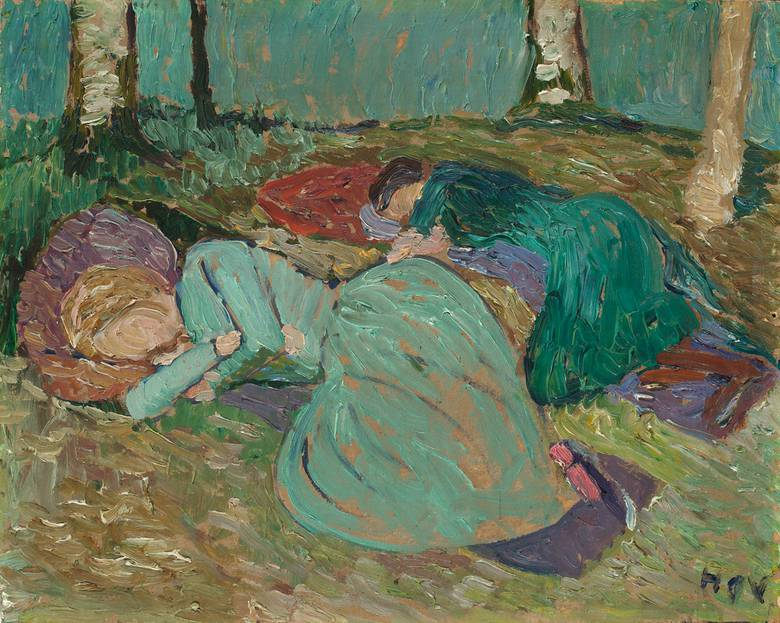
Martha Vogeler und Paula Modersohn-Becker im Garten schlafend, um 1904

Martha stand Vogeler mehrfach Modell und heiratete ihn nach der Verlobung 1900 in Meissen am 6. März 1901 in Heeslingen bei Zeven. In der Folge war sie der Mittelpunkt des von Vogeler als Gesamtkunstwerk inszenierten gemeinsamen Haushaltes auf dem Barkenhoff und wurde von ihm weiterhin auf vielen Gemälden und Radierungen porträtiert. Ihr Bildnis auf der Treppe dominiert Vogelers großformatiges Gemälde Das Konzert (Sommerabend) aus dem Jahr 1905.
Der Barkenhoff wurde sowohl mit alten Bauernmöbeln als auch mit von Heinrich Vogeler entworfenen Möbeln eingerichtet. Das Ehepaar feierte Feste und organisierte Konzerte. Das Haus wurde so ein wichtiger Treffpunkt der Künstlerkolonie. Zur Barkenhoff-Familie gehörten das Ehepaar Vogeler, der Dichter Rainer Maria Rilke, dessen Frau, die Bildhauerin Clara Rilke-Westhoff, Otto Modersohn, Paula Modersohn-Becker, Paulas Schwester Milly und Vogelers Bruder Franz mit Frau Philine. Zu den Besuchern zählten unter anderem Richard Dehmel, Carl Hauptmann, René Schickele, der Kunstschriftsteller Hans Bethge sowie Alfred Heymel und Rudolf Alexander Schröder.
Nach der Geburt der drei Töchter Marieluise „Mieke“ (* 23. Dezember 1901; † 21. September 1945), später Ehefrau des Schriftstellers Gustav Regler, Bettina (1903–2001) und Martha „Mascha“ (1905–1993) begann Martha Vogeler ebenfalls, künstlerisch und kunsthandwerklich im eigenen Atelier über dem Stall zu arbeiten, kümmerte sich um die Erziehung und den Bilderverkauf.
1910 zeigte Martha Vogeler auf der Brüsseler Weltausstellung selbst entworfene Binsenmöbel, für die sie mit einer Medaille ausgezeichnet wurde. Für die Binsenmöbel hielt sie zudem einen Musterschutz.

Martha im Werk von Heinrich Vogeler
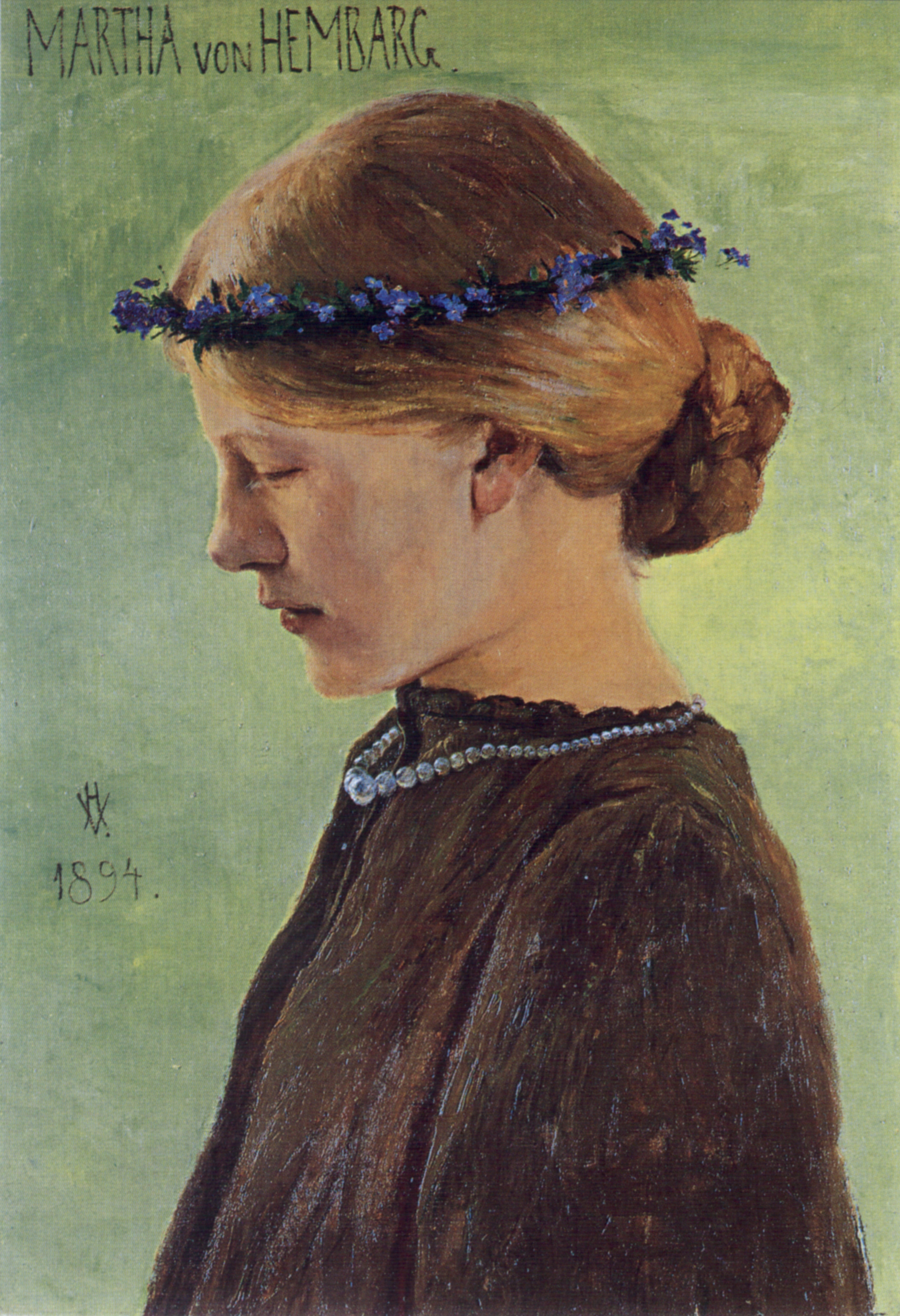
Martha von Hembarg (Mädchenkopf), 1894
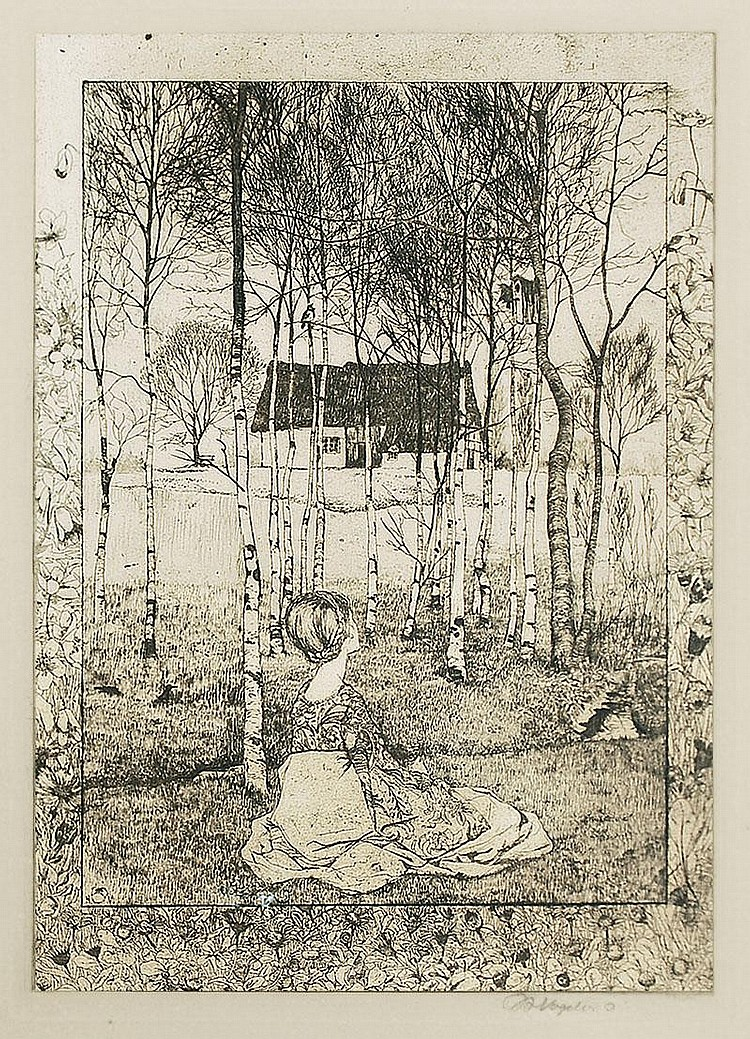
Frühling, Radierung, 1896
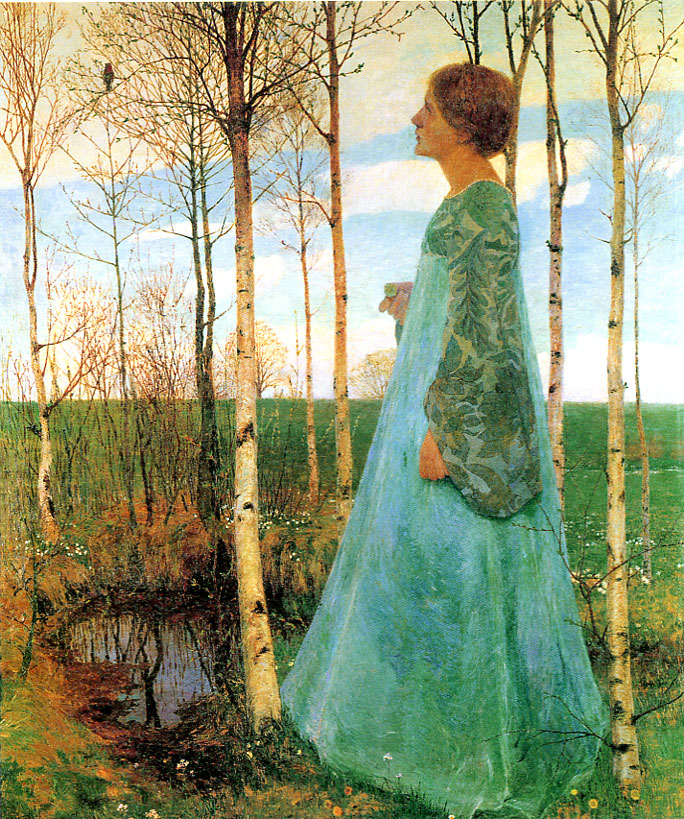
Frühling, 1897
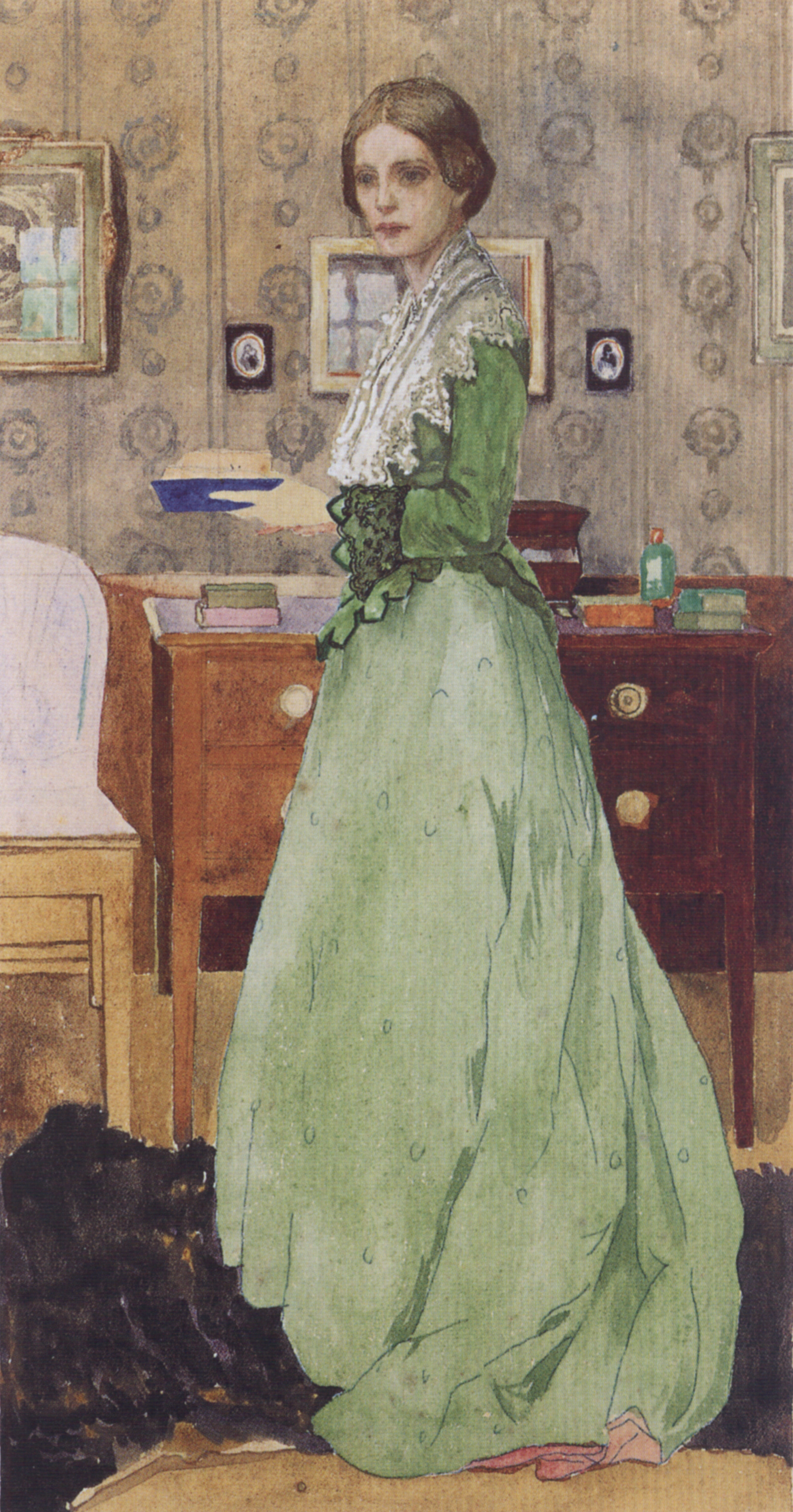
Martha Vogeler im Barkenhoff, 1901
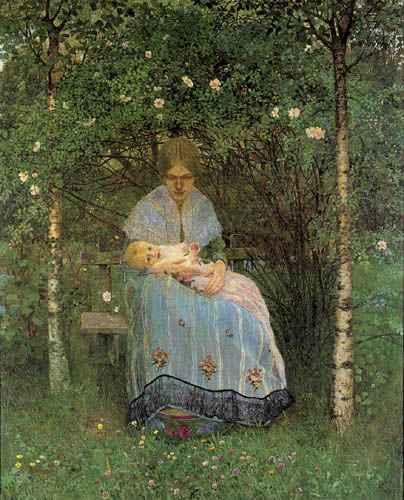
Erster Sommer, 1902
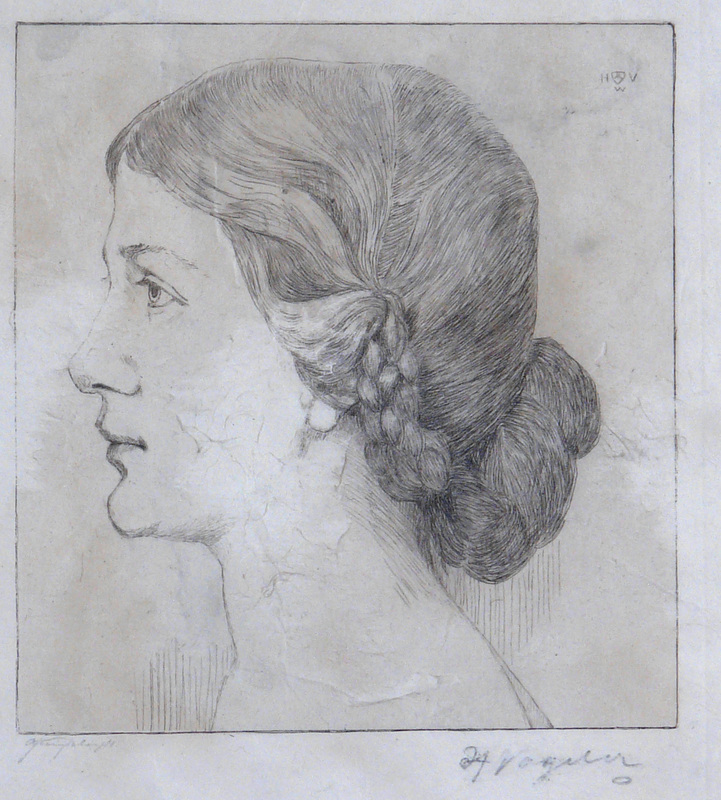
Bildnis Martha, Radierung, 1909
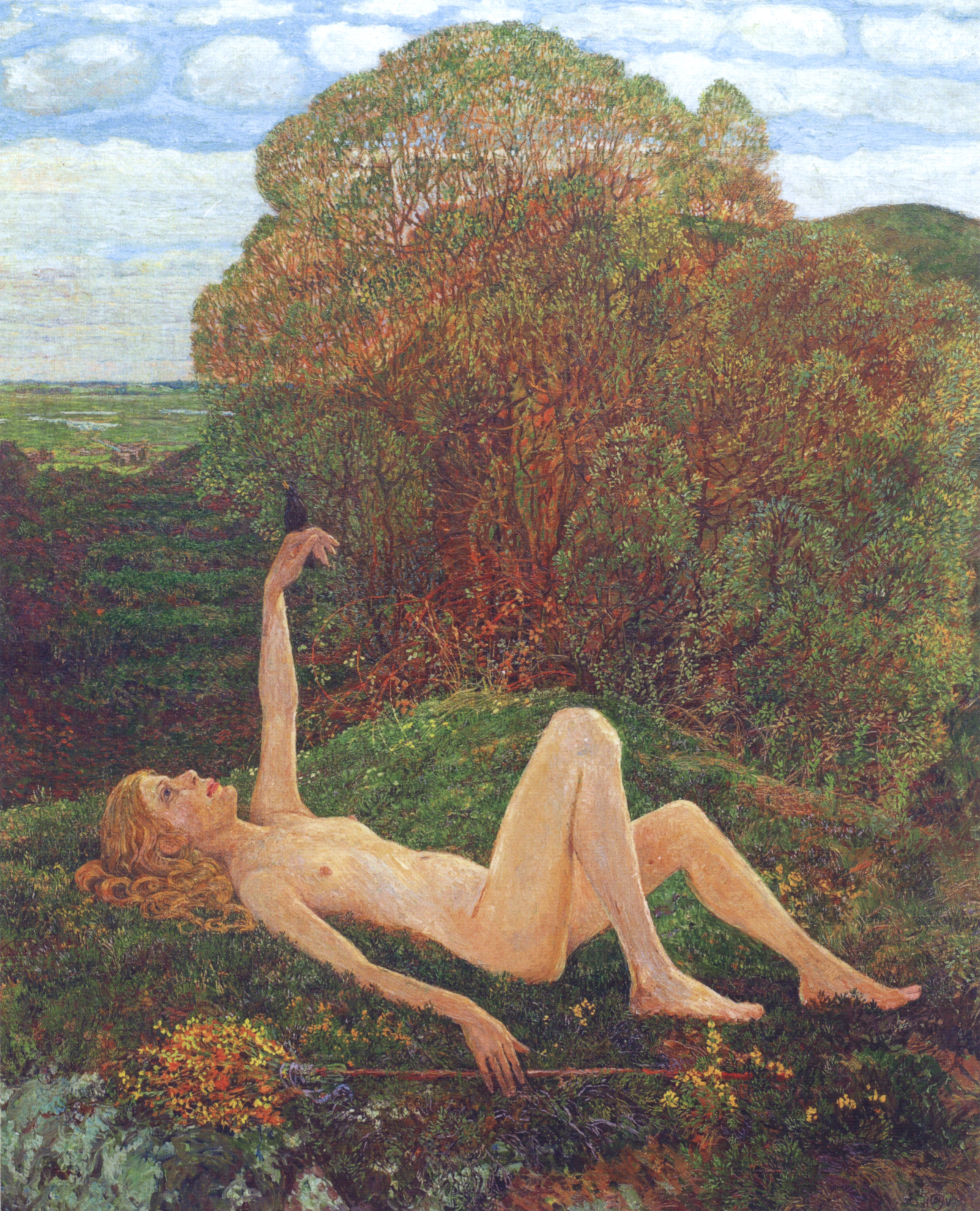
Frühling, 1909
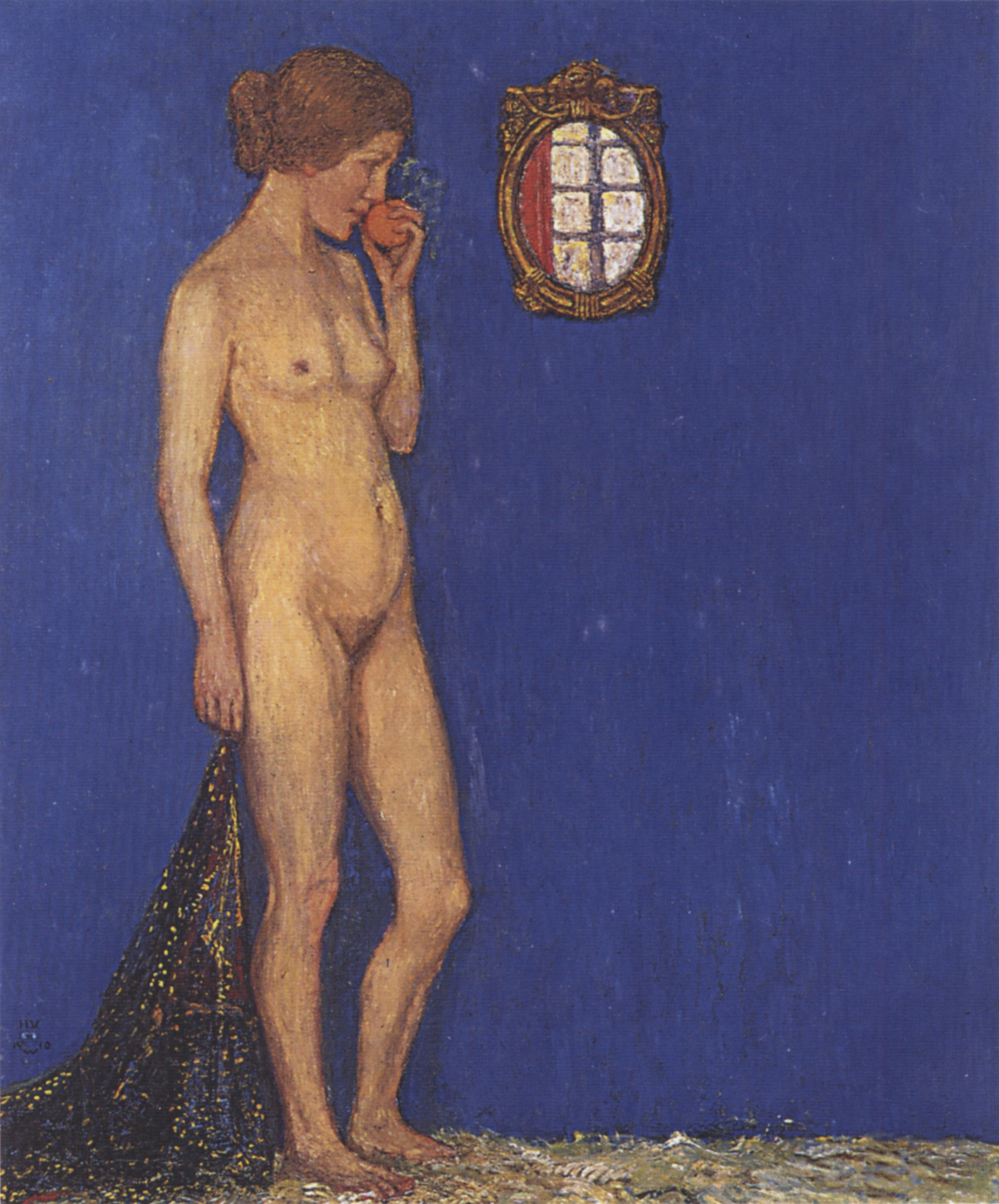
Aktporträt Martha Vogeler, 1910

### Leben im Haus im Schluh

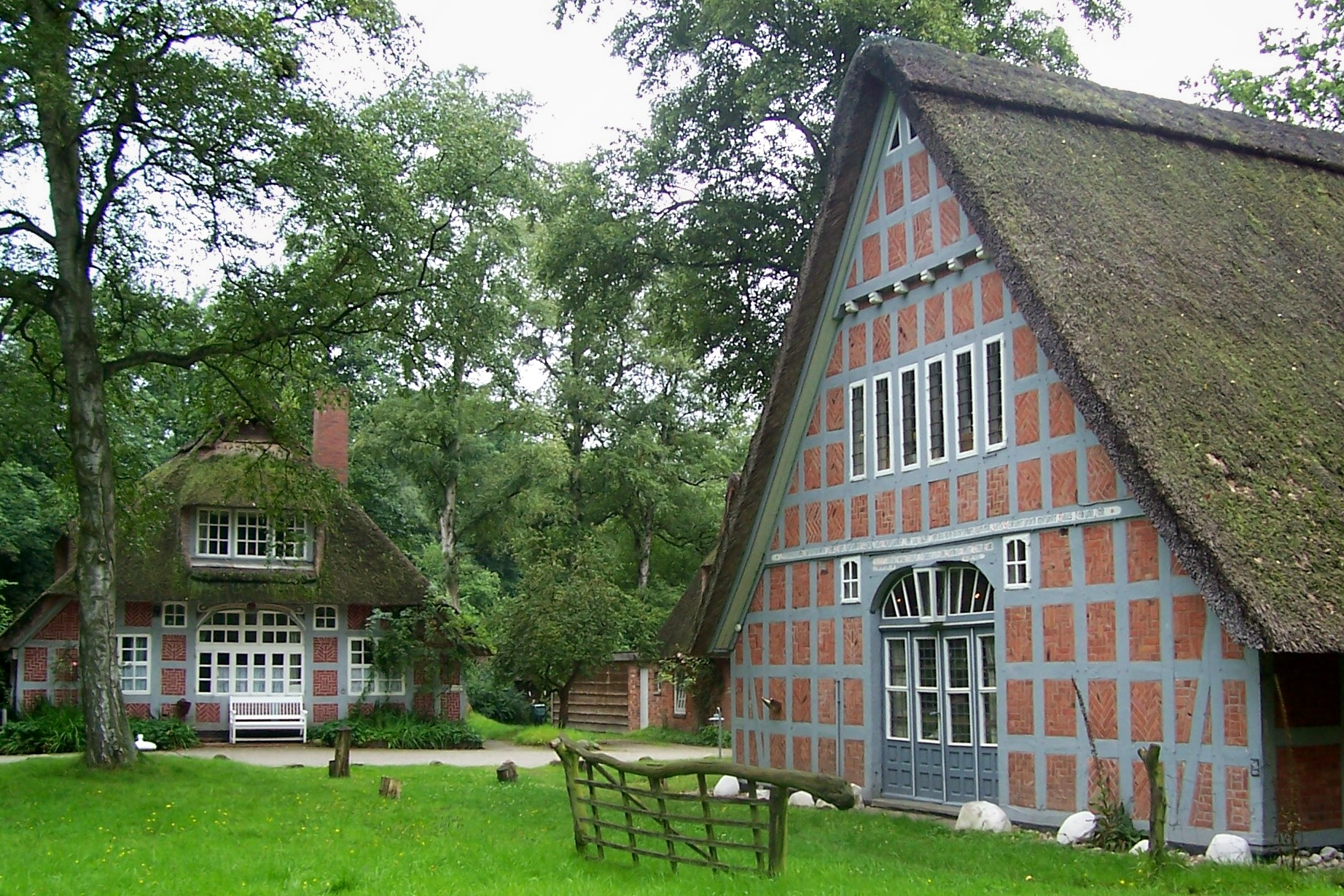
Das Haus im Schluh, hinten das Wohnhaus, rechts die Handweberei, rechts hinten die Pension

Die Ehe geriet in eine Krise, Martha hatte eine Affäre mit Ludwig Bäumer, und nach Heinrich Vogelers Hinwendung zum Kommunismus nach dem Ersten Weltkrieg verließ sie 1920 mit den drei Töchtern den Barkenhoff, als ihr Mann aus dem Hof eine Kommune und Arbeitsschule geformt hatte. Sie zog mit den Töchtern in das Haus im Schluh in Worpswede, einem alten, neu aufgebauten Holzständer-Bauernhaus aus dem Dorf Lüningsee. Beim Erwerb des großen Grundstücks im Schluh wurde Martha Vogeler finanziell großzügig vom Duisburger Kaufmann Paul Lehmann unterstützt, den sie über den Arzt Emil Löhnberg und dessen Ehefrau Selma, Hamm und Haus im Stryck, Willingen, kannte. 1926 erfolgte die Scheidung von Vogeler, der im selben Jahr Sonja Marchlewska heiratete.
Im Haus im Schluh errichtete sie 1938 eine Handweberei und eine Sammlung bäuerlicher Einrichtungsgegenstände als Heimatmuseum. Außerdem entstand neben einer ständigen Ausstellung mit den frühen Werken Heinrich Vogelers eine Pension. Neben der Herstellung von Webarbeiten malte sie Blumen- und Kakteenbilder.

### Zeit des Nationalsozialismus
In der Zeit des Nationalsozialismus beantragte Martha Vogeler nach Aufhebung der Aufnahmesperre am 10. Juli 1937 die Aufnahme in die NSDAP und wurde zum 1. Juni 1938 aufgenommen (Mitgliedsnummer 5.642.474); seit 1933 gehörte sie bereits der NS-Frauenschaft an. Martha Vogeler arrangierte sich mit der NS-Diktatur und suchte dabei auch das Werk Heinrich Vogelers zu schützen. Mit ihrer Handweberei war sie aber durchaus auch an der moralischen Aufrüstung der Kunst aktiv beteiligt und trachtete danach, eine neue „artgemäße Volkstracht“ zu kreieren. Nicht zuletzt aus wirtschaftlichen Gründen machte sie auch Kompromisse und ging Konzessionen ein bei den Auftragsarbeiten und bei der Auswahl der Symbole für die Gobelins einschließlich der Verwendung des Hakenkreuzes, die aus heutiger Sicht unverständlich erscheinen. 1941 ließ sie im Auftrag der Wehrmacht den Hindenburgteppich weben, auf dem der Reichspräsident neben uniformierten Soldaten und zwei Hindenburg-Zitaten zu sehen ist. Die NS-Machthaber sahen in Martha Vogelers Haus, ihrer Handweberei (Spinnstube Haus im Schluh) und ihrer Sammlung bäuerlichen Hausrats ein gut zu präsentierendes Beispiel für die NS-Ideologie. Die NSDAP-Ortsgruppe zielte darauf, „dass Worpswede seine großen Aufgaben erfüllt: Mittelpunkt künstlerischen Schaffens im Niederdeutschen Raum zu sein“. Am 15. August 1935 berichtete die Wümme-Zeitung, dass Martha Vogeler die Herstellung von Ehrengaben für die Olympischen Spiele 1936 übertragen worden sei.
Martha Voegeler stand aber wegen ihrer Nähe zu Heinrich Vogeler unter Beobachtung. Bei einer Durchsuchung des Hauses im Schluh durch die Gestapo wurde ein Konvolut von Zeichnungen und Arbeiten Heinrich Vogelers beschlagnahmt, die auf der Rückseite den Stempel Rote Hilfe trugen. Bereits im Februar 1942 hatte das Kreisgericht Osterholz der NSDAP festgestellt, dass Martha Vogeler „sich nicht als Nationalsozialistin verhalten“ habe. Aus diesem Grund und nicht aus aktiver Gegenerschaft zum Nationalsozialismus wurde sie mit dem 15. April 1943 auf Beschluss des Gaugerichts Ost-Hannover aus der NSDAP, der NS-Volkswohlfahrt und der NS-Frauenschaft ausgeschlossen. Ihre 1955 gestellten Erstattungsanträge als Opfer nationalsozialistischer Verfolgung und ihre nachfolgende Klage gegen die Ablehnung wurden entsprechend abgewiesen.

### 1945–1961
Nach dem Ende des Zweiten Weltkrieges 1945 waren die Gästezimmer im Haus im Schluh mit Flüchtlingen belegt. Am 21. September 1945 starb Marthas Tochter Mieke Vogeler im Exil in Mexiko. Sie war mit ihrem Ehemann Gustav Regler 1933 nach Paris geflohen; 1940 emigrierten beide über die USA nach Mexiko.
Martha Vogeler starb 1961 in Worpswede. Nach ihrem Tod übernahmen die Töchter Bettina Müller-Vogeler und Mascha Schnaars-Vogeler die Weberei und die Pension. Das Haus im Schluh ist noch heute im Familienbesitz der vierten Generation.

### Das Worpsweder Archiv
Martha Vogeler übergab ihre Sammlung von Kunst-, Buch- und Schriftbeständen dem seit 1946 im Haus im Schluh wohnenden Kunsthistoriker Hans-Herman Rief, der sie als „Worpsweder Archiv“ aufbaute und 1981 in die Barkenhoff-Stiftung Worpswede einbrachte. Rief ergänzte die Sammlung neben Kunstwerken und Schriften von Heinrich Vogeler durch zahlreiche künstlerische Arbeiten und Teilnachlässe von Worpsweder Künstlern der Nachfolgegenerationen und legte einen umfangreichen Bibliotheksbestand an.

## Hörfunk / Tonträger
- Martha Vogeler erzählt persönliche Erinnerungen an Rainer Maria Rilke. Radio Bremen, 1951. Rundfunkmitschnitt (1 CD).